# Kabaret Kuzyni
Kabaret Kuzyni – polska grupa kabaretowa, pochodząca z Krakowa. Od 1999 roku występowała na scenie Piwnicy pod Baranami.
W swej twórczości odwoływali się do sztuki cyrkowej. W programie pt. Bardzo dobry na scenie pojawiali się m.in. akrobaci, klauni, iluzjonista, treserka oraz połykacz ognia.

## Skład
- Andrzej Talkowski
- Aneta Talkowska
- Aleksander Talkowski
- Jarosław Gawlik
- Robert Turlej
- Grzegorz Żyła
- Bartłomiej Brede
- Tomasz Kot

## Nagrody i wyróżnienia
- 2000
  - Grand Prix na XVI Przeglądzie Kabaretów PaKA w Krakowie
  - Grand Prix na VI Mazurskim Lecie Kabaretowym Mulatka w Ełku
  - II Nagroda na XXI Lidzbarskich Biesiadach Humoru i Satyry w Lidzbarku Warmińskim
- 2002
  - Grand Prix na IV Ogólnopolskiej Giełdzie Kabaretowej PrzeWAŁka w Szczawnie-Zdroju
  - Grand Prix na Siedleckiej Nocy Kabaretowej w Siedlcach
  - Grand Prix na Festiwalu Sztuki Estradowej w Warszawie